# Rumeurs sur le Rouergue
Rumeurs sur le Rouergue est une bande dessinée scénarisée par Pierre Christin et dessinée par Jacques Tardi.

## Publication

### Revue
L'histoire a été annoncée par une planche couleur, parue dans le no 636 du journal Pilote de janvier 1972.
Les 44 planches couleurs, sont parues dans les no 637 à 658 du journal Pilote, de janvier à juin 1972.

### Albums
- 1 Rumeurs sur le Rouergue, Futuropolis, 1976
Scénario : Pierre Christin - Dessin : Jacques Tardi

### Documentation
- Stan Barets, « Le Guide des dix meilleures rééditions : Rumeurs sur le Rouergue », dans Jean-Luc Fromental (dir.), L’Année de la bande dessinée 81/82, Paris, Temps Futurs, 1982, p. 58.